# 大町 (神戸市)
大町（おおまち）は、兵庫県神戸市垂水区の町名。郵便番号は655-0014。

## 地理
垂水区南部の西垂水地区（旧西垂水村）に位置する。東は東垂水、北は福田、南は野田通、西は高丸に接する。

## 交通

### バス
- 山陽バス - クラブ前停留所(垂水東口・垂水駅方面)
- 神戸市バス - クラブ前停留所(垂水東口・垂水駅方面)

## 施設

### 教育機関
- 神戸市立高丸小学校 - 大町二丁目6-9
- 高丸幼稚園 - 大町五丁目1-10

### 郵便局
- 神戸高丸郵便局 - 大町三丁目2-12